# Reintroducció de l'os a Àustria

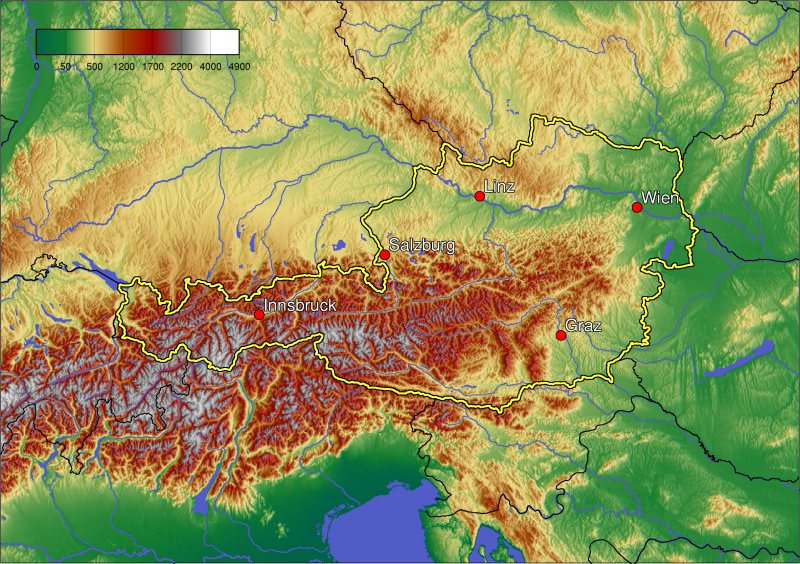
Mapa físic d'Àustria

La reintroducció de l'os bru als Alps calcaris del Nord, situats a la regió central d'Austria va ser un projecte conservacionista dut a terme per la filial autríaca de l'ONG WWF, al llarg de l'última dècada del segle xx. Tot i l'èxit assolit amb les successives camades multiples registrades, la població no reeixí degut a l'intens furtivisme al que es veia sotmesa.
El WWF Bear Release Program va alliberar tres ossos als Alps calcaris del Nord degut a que un os mascle (conegut com a "Ötscherbär") s'havia assentat naturalment a la zona el 1972, molt després que l'espècie s'hagués extingit a inicis del segle XX. Entre el 1989 i el 2010 han viscut almenys 35 ossos en aquesta regió central d'Àustria, però el 2012, per segona vegada en la història recent, els ossos bruns s'han declarat extints.
En qualsevol cas, la pèrdua del segment austríac central de la població ursina als Alps durant l'última dècada s'ha vist compensada per l'expansió del segment nord-italià a causa del del pla de reintroducció de l'os bru al Trentino, amb translocacions d'exemplars procedents d'Eslovènia.
Actualment, es poden trobar una dotzena d'exemplars a la zona sud d'Àustria: a prop de la frontera amb Eslovènia hi ha individus originaris de la població eslovena en expansió, mentre que a la frontera italiana hi ha ossos desplaçats originaris del programa de reintroducció del Trentino.
La UICN considera que la cinquantena d'exemplars que conformen la població alpina d'ossos bruns està en perill crític d'extinció (critically endangered - CR) Tanmateix, està connectada a la gran població ursina dels Balcans (estimada en 3.000 exemplars i en situació vulnerable - VU). Els ossos, principalment mascles joves, es dispersen de la població central del sud d'Eslovènia cap als Alps.

## Història recent de l'os bru a Àustria central
El 1914 va ser mort l'últim os a Àustria a la zona de Caríntia (Tirol). En zones properes com a Baviera, al sud d'Alemanya, l'últim os es va caçar el 1835 i a Suïssa el 1904. El 1972 un jove mascle dispersant procedent d'Eslovènia va recórrer uns 300 km i es va assentar a Àustria Central i el 1973 s'assentà definitivament a la regió de Ötscher. Aquesta recolonizació natural va tenir com a resultat la protecció de la zona i un programa de reintroducció encaminat a assentar novament una població d'ossos bruns a Àustria.

## Programa de Reintroducció
El projecte de l'os austríac ha passat per diverses fases i canvis:
- El projecte de reintroducció del 1989 al 1993.
  - El 1989 es va capturar a Croàcia una ossa subadulta de tres anys i 79 kg de pes denominada Mira i el 9 de juny va ser alliberada a la zona d'Ötscher on habitava l'os denominat Ötscherbär.
  - El 1992 es va capturar a Croàcia una ossa subadulta de sis anys i 92 kg de pes anomenada Cilka i alliberada a la mateixa zona el 9 de juny.
  - El 1993 va ser capturat a Eslovènia un os de quatre anys i 114 kg de pes anomenat Djuro i que va ser alliberat a la mateixa zona l'11 de maig.
- L'any de 1994 ocorregué una eclosió de problemes de coexistència. La quantitat de danys causats pels ossos va arribar a un nivell mai vist fins aleshores, amb ossos problemàtics que s'acostaven a cases ocupades; així, l'opinió pública es va posar nerviosa i la seva actitud envers els ossos va canviar dràsticament. WWF va haver de cancel·lar el programa de reintroducció i desenvolupar nous mètodes d'acció.[7]
- El programa LIFE del 1995 al 1998, es va crea en resposta als danys inusuals que es van produir a l'any anterior. El finançament del programa LIFE de la Unió Europea va fer possible el desenvolupament d'aquestes activitats.[7]
- El programa de conservació segons les directrius del pla de gestió. Un cop finalitzat el programa LIFE, es va poder continuar la conservació dels ossos bruns amb la cooperació entre els governs (federal i provincial); el Ministeri de Medi Ambient; l'Associació de Caçadors; l'Agència Federal de Medi Ambient; i WWF Àustria. Aquesta cooperació va assegurar una homogenització dels procediments a escala nacional per a la conservació de l'os. Des del final del programa LIFE hi ha hagut limitacions financeres, tot i que el projecte va tirar endavant amb la implementació del pla de gestió.[7]

## Reproducció
Mira i Ötscherbär:
- Ventrada 1991: tres ossalls - només es té constància de la supervivència del mascle Nurmi
- Ventrada 1993: tres ossalls - femelles Mona, Mariedl i mascle Grünau

Cilka i un os d'origen eslovè:
- Ventrada 1992: dos ossalls

Mona i Djuro van tenir: 

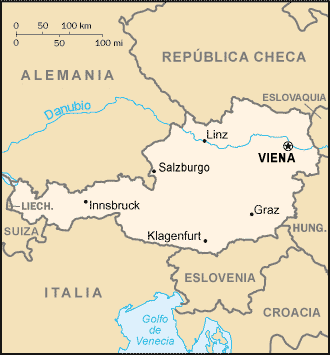
Mapa polític d'Àustria.

- Ventrada 1996: dos ossalls - femelles Rosemarie i Christl
- Ventrada 1998: tres ossalls: mascle H i dos més
- Ventrada 2000: tres ossalls - femelles B i E (Elsa), mascle F
- Ventrada 2002: tres ossalls - femella N (Nora), mascles O i P

Mariedl i Djuro van tenir:
- Ventrada 1998: tres ossalls

Rosermarie i Djuro van tenir:
- Ventrada 1999: dos ossalls - mascle Stoffi i Ledi (sexe desconegut)
- Ventrada 2001: dos ossalls - femella L i mascle M (Moritz)

Femella E (Elsa) i Djuro
- Ventrada 2003: un ossall - Mascle Q
- Ventrada 2006: 3 ossalls

El 2004 no s'ha detectat cap ventrada.
El 2005 hi ha una ventrada, s'identifica a un ossall al que se l'anomena R del que no es coneix filiació. (Potser Nora?)

## Baixes en la població

### Amb certesa
- La femella Mira va ser trobada morta al setembre de 1993 producte d'una hemorràgia interna provocada per un accident de trànsit o un despreniment, però els seus ossalls nascuts aquest mateix any sobreviuen a la seva mort.
- El mascle subadulto Nurmi de quatre anys i 181 kg (en suposada legítima defensa) el 1995.
- El mascle subadulto Grünau de 2 anys i 100 kg va se caçat el 1995 (amb permís de les autoritats, donat que s'havien donat molts atacs al bestiar. Després es demostrà que no era Grünau el responsable)
- En el 2000 mor Stoffi

### Probables
- L'os Ötscherbär ja que des del 1994 no es registra presència de cap os a la zona que freqüentava.
- Dos ossalls de la ventrada de 1991 de Mira (l'únic ossall que reeixí fou en Nurmi). Degueren morir el 1992 des de quan no es tenen dades seves.
- La femella Cilka i un de les seus ossalls van morir el 1994 gairebé amb total seguretat per la caça furtiva ja que no se la localitza malgrat portar transmissor. L'ossall restant de la ventrada és probable que morís el mateix any.
- L'ossall Ledi del que no es té notícia des d'un mes després de la seva primera observació el maig de 1999.

### Sense dades
- Mariedl des del 2000
- Mona des del 2004
- Christl des del 1998 (portava transmissor, cas sospitós de furtivisme).
- Ventrada de Mona del 98 i ventrada de Mariedl del 98, des del 2000.
- B i F des del 2002
- L des del 2003
- O, P i Q des del 2005

## Conclusió
Tot i que la natalitat de la població ossera a Àustria Central va ser força exitosa, el programa de reintroducció fracassà degut a la caça furtiva i la pressió dels habitants de la zona, que dugueren aquesta petita població ossera de nou a l'extinció local.
Fins al 2004 s'havien detectat entre 7-8 ossos cada any mitjançant la recollida i anàlisi de mostres genètiques, però el nombre va anar disminuint cada any: el 2005 tan sols es va poder constatar la supervivència de cinc ossos: Djuro, I, M, N i R, mentre que el 2006 només en quedaven tres del cert, (individualitzats genèticament): el mascle Djuro i dues osses, de les que tan sols una d'elles era reproductora. Això suposava que qualsevol accident o baixa per furtivisme condemnava virtualment aquesta població a l'extinció imminent.
L'últim os conegut. en Moritz, nascut a Àustria, va ser vist per última vegada el 2010. El febrer del 2012 WWF Austria anuncià oficialment l'extinció local d'aquesta subpoblació
Actualment, la petita població situada a la frontera amb Eslovènia depèn de l'evolució de la població ossera eslovena en franc augment però amb grans fluctuacions ja que es cacen més de cent ossos a l'any. Recentment, aquest país, ja ha arribat al mil·ler d'exemplars.
Els ossos establerts a la zona del Tirol provenen d'Itàlia de la reintroducció en el Trentino i dependran de la seva tendència poblacional per seguir expandint-se o no.
El programa de reintroducció de l'os a Àustria fou singular en el context europeu degut a que la seva gestió fou dirigida per una entitat privada (WWF Àustria) en lloc de les autoritats oficials. Aquesta situació creà una sèrie de problemes que complicaren l'èxit del projecte. Concretament es trobà a faltar una més decidida implicació del govern en assumir la responsabilitat financera i de decisió de la gestió dels programa com un tot.